# Дача

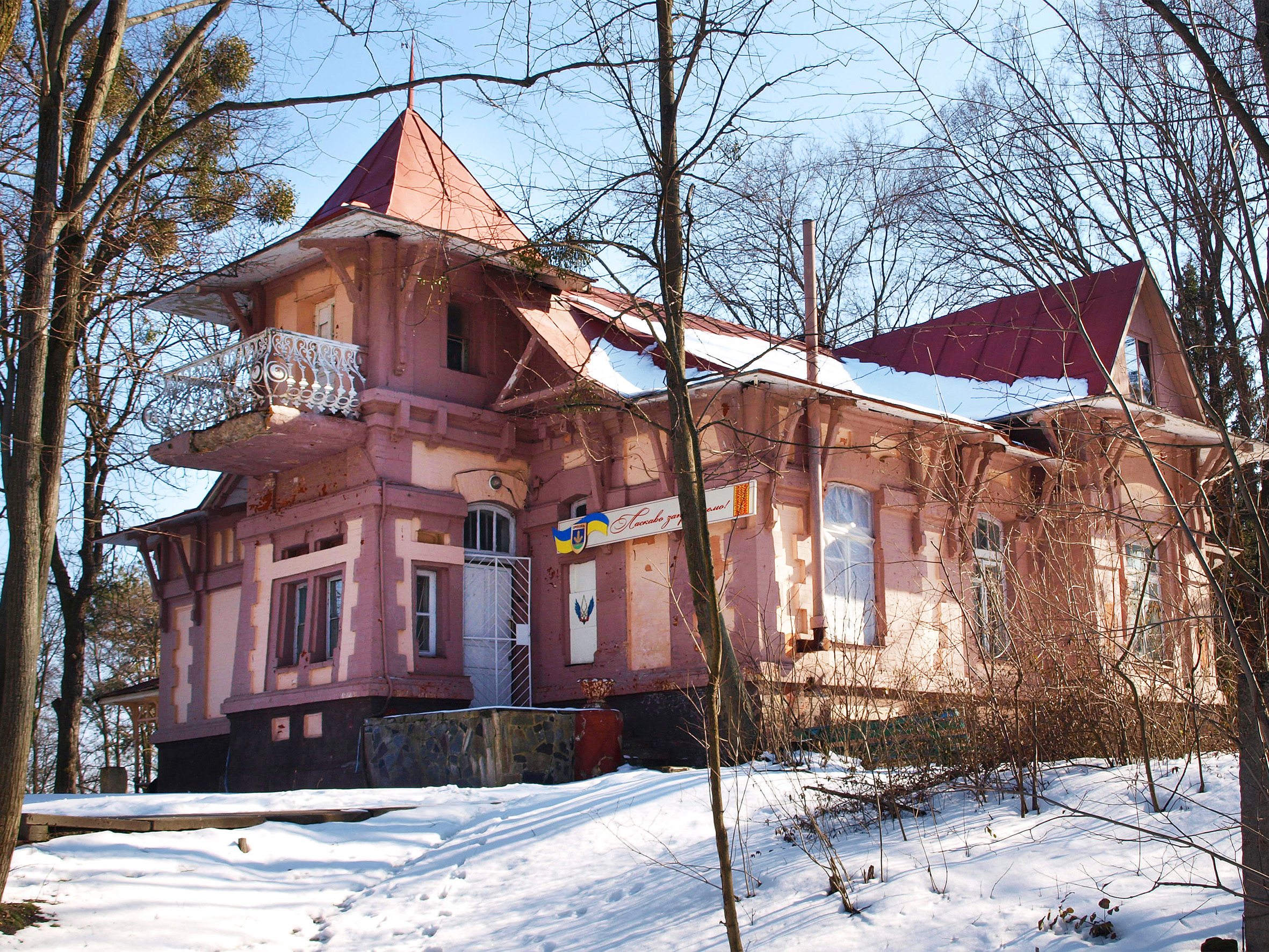
Дача київського фабриканта М. Чоколова (Ірпінь)

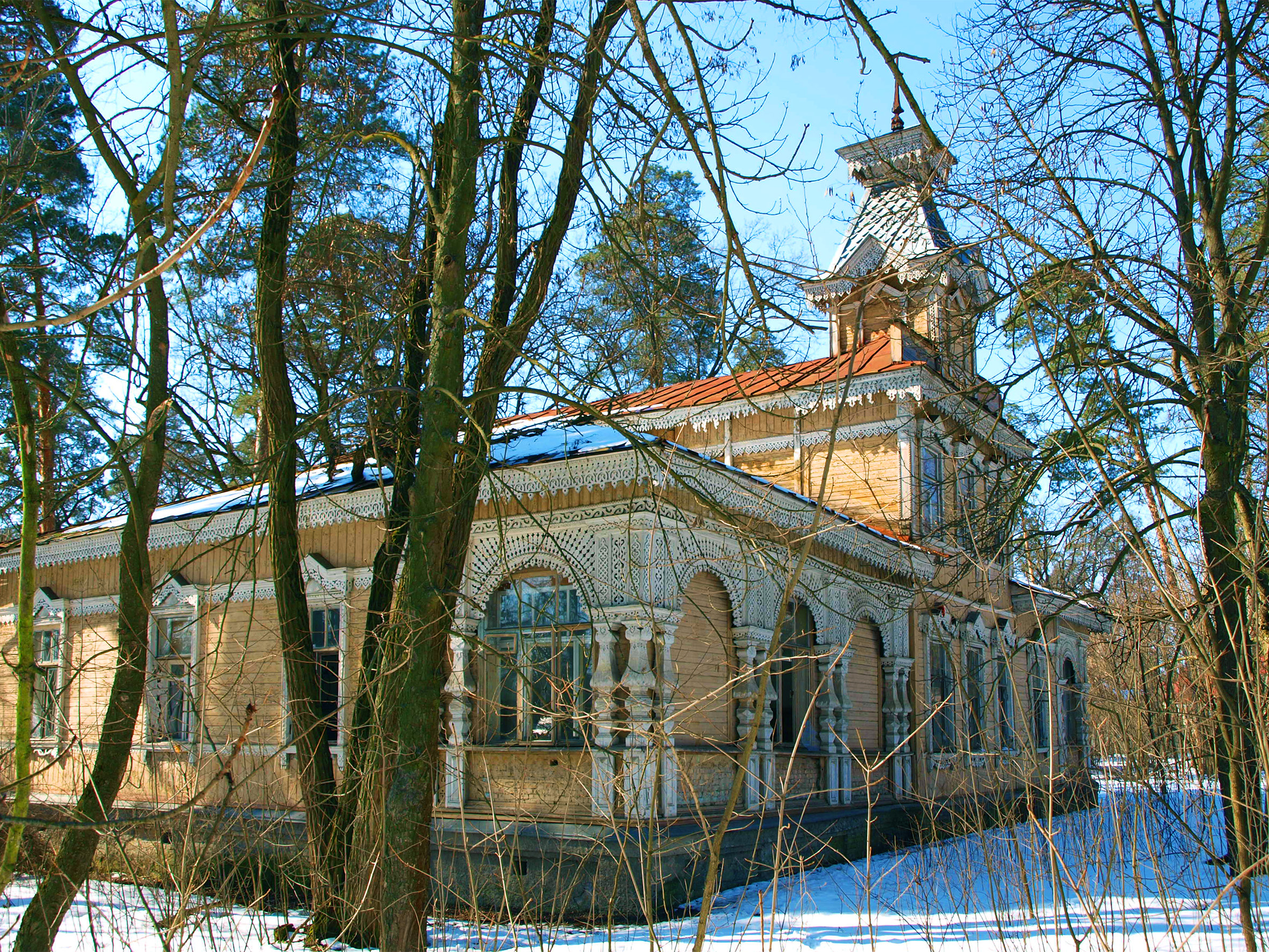
Дача, поч. XX ст. (Пуща-Водиця)

Да́ча — будинок, що розташований, за межами населеного пункту на озелененій ділянці або курортній зоні і призначений для використання протягом року з метою відпочинку та проживання.
Дача, як правило, не використовується його власниками для постійного проживання. У країнах колишнього СРСР дачами називають як найпростіші фанерні споруди без жодних зручностей на чотирьох сотках землі, так і багатокімнатні кам'яні будинки на ділянках в гектар і більше.

## Етимологія
«Дачами» (від «дати», «щось дане») називалися земельні наділи, що виділяв уряд Російської імперії поселенцям на півдні України. Наприклад, найстаріші німецькі села-колонії Роздільнянського району засновані в 1773—1798 рр.